# Scrisoare deschisă privind inteligența artificială
Scrisoarea deschisă privind inteligența artificială (din engleză Open Letter on Artificial Intelligence) este un document public privind inteligența artificială care a fost scris și semnat în ianuarie 2015 de Stephen Hawking, Elon Musk și o duzină de experți în inteligență artificială (IA). Prin scrisoare se solicită cercetarea consecințelor societale ale IA. Scrisoarea a confirmat că o societate poate obține mari beneficii potențiale de la IA, dar a solicitat cercetări concrete cu privire la modul de prevenire a unor potențiale „capcane”; IA are potențialul de a eradica boala și sărăcia, dar oamenii de știință nu trebuie să creeze ceva care nu poate fi controlat. Scrisoarea a fost intitulată „Priorități de cercetare pentru o inteligență artificială robustă și benefică: o scrisoare deschisă” (din engleză Research Priorities for Robust and Beneficial Artificial Intelligence: An Open Letter). Aceasta stabilește prioritățile detaliate de cercetare într-un document însoțitor de douăsprezece pagini. 
Această scrisoare a fost semnată de fizicianul Stephen Hawking, magnatul Elon Musk, co-fondatorul DeepMind, Vicarious,  directorul de cercetări la Google, Peter Norvig, profesorul Stuart J. Russell de la Universitatea Berkeley din California, alți experți IA, fabricanți de roboți, programatori și eticieni. Semnatarii originali sunt peste 150, inclusiv academicieni de la Cambridge, Oxford, Stanford, Harvard și MIT.